# Mark R. Hughes
Mark Reynolds Hughes (ur. 1 stycznia 1956, zm. 21 maja 2000) – amerykański biznesmen, założyciel, prezes i dyrektor generalny przedsiębiorstwa Herbalife.

## Herbalife
W lutym 1980 r, w wieku 24, Hughes założył w Los Angeles Herbalife International. W przeciągu 30 lat przedsiębiorstwo to stało się jednym z największych dystrybutorów produktów do kontroli wagi poprzez marketing sieciowy.
W 1994 roku. Mark i Suzan Hughes zainicjowali powstanie Herbalife Family Foundation, organizacji charytatywnej nastawionej na pomoc dzieciom. Herbalife Family Foundation i jej siostrzana organizacja, the International Herbalife Family Foundation, ofiarowały dzieciom na całym świecie ponad 5 milionów dolarów.
Przedsiębiorstwo, notowane na amerykańskiej giełdzie NASDAQ, jest obecne w 96 krajach całego świata.